# Dobrovelychkivka (huyện)
Huyện Dobrovelychkivka (tiếng Ukraina: Добровеличківський район, chuyển tự: Dobrovelychkivkas’kyi raion) là một huyện của tỉnh Kirovohrad thuộc Ukraina. Huyện Dobrovelychkivka có diện tích 1297 kilômét vuông, dân số theo điều tra dân số ngày 5 tháng 12 năm 2001 là 43097 người với mật độ 33 người/km². Trung tâm huyện nằm ở Dobrovelychkivka.